# Barnton
Barnton är en civil parish i Storbritannien. Den ligger i kommunen Cheshire West and Chester i riksdelen England, 250 km nordväst om huvudstaden London.